# Stephen Dwoskin
Stephen Dwoskin (15 janvier 1939 à New York, et décédé le 28 juin 2012 à Londres) est un cinéaste américain. Il peut être présenté comme le réalisateur handicapé avant-gardiste de l'intime, l'un des talents les plus originaux du cinéma moderne.

## Biographie
À l'âge de neuf ans, il est victime de la poliomyélite qui l'obligera à se déplacer avec des béquilles ou en chaise roulante. Il se forme au design à la Parsons School of Design et étudie à l'Université de New York.
Dwoskin découvre le mouvement du cinéma underground dès ses débuts à New York en 1959 autour de Jonas Mekas ou Ron Rice (en). En 1961, il tourne son premier film Asleep.
En 1964, il déménage à Londres. Il s'installa également à Hambourg où il fonda avec Werner Nekes la Hamburg Film Coop.
L'œuvre de Stephen Dwoskin se concentre sur le désir, les expressions faciales, le partage. Ses films sont, dans leur très grande majorité, basés sur la mise en relation entre le cinéaste et son modèle (en général des femmes qui se déshabillent). Son cinéma est clairement relié à sa sexualité de handicapé autofilmé. Le cinéaste tente, grâce à un regard d'entomologiste sans complaisance sur ses sujets-cobayes, de percer les apparences, mettre à nu (dans tous les sens du terme) ses modèles afin de révéler leurs fêlures, leur véritable personnalité, sous l'apparence du masque. Certains y décèlent du voyeurisme, du masochisme ou du sadisme. Ses femmes ont souvent un maquillage épais. Cette surcharge peut revêtir l'ensemble d'un corps et se rapprocher du happening. 
On a parlé à son propos d'un « quatrième regard », celui du cinéaste-acteur, celui des interprètes (récurrence de riches regard-caméras) et celui du spectateur. Il travailla de manière privilégié avec Trixie, une de ses interprètes, présente au fil des ans dans ses films, et avec Carola Regnier (petite-fille de Frank Wedekind). D'autre part, il s'est inspiré du Con d'Irène de Louis Aragon et de Frank Wedekind ; et il reconnaissait sa familiarité avec les œuvres de Georges Bataille, d'Antonin Artaud, de James Joyce et de Samuel Beckett. 
Auteur d’une trentaine de films expérimentaux d’inspiration autobiographique, Dwoskin est connu pour son journal filmé.
Stephen Dwoskin a reçu un prix au festival EXPRMNTL de Knokke-le-Zoute en 1967 pour les quatre courts métrages présentés : Chinese Checkers (1963), Alone (1963-64), Naissant (1964) et Soliloquy (1964-67).
En 1981, il a été filmé par Gérard Courant pour son anthologie cinématographique Cinématon. Il est le numéro 121 de cette collection.
En 2005, il tourne Avant le début (Without women) avec le cinéaste belge Boris Lehman.
En 2006, la jeune réalisatrice galloise Claire Fowler réalise Portrait As… (16 mm ; couleur ; 7 min ; Royaume-Uni / France) un portrait de Dwoskin dans son environnement.
Cyril Neyrat écrit en 2007 à propos de Stephen Dwoskin : « L'évolution récente de Dwoskin n'est pas sans évoquer celle du dernier Pollet : invalide, souffrant de difficultés respiratoires, le cinéaste est condamné à tourner chez lui, entre les murs de son pavillon de Brixton, avec le plus léger des matériels ».
Un documentaire (Cinexpérimentaux Stephen Dwoskin) a été réalisé sur cet artiste en 2009 par Michel Amarger et Frédérique Devaux.
Le 25 mars 2013, dans le cadre d'une rétrospective, son film posthume Stephen Dwoskin is... est projeté en avant-première en France.

## Filmographie
- 1961 : Asleep (18 min)
- 1961 : American Dream (3 min)
- 1963 : Alone (13 min)
- 1964 : Naissant (14 min)
- 1964 : Chinese Checkers (13 min)
- 1964 : Soliloquy (8 min)
- 1967 : Me Myself and I (18 min)
- 1968 : Take Me (30 min)
- 1968 : Moment (12 min)
- 1969 : Trixi (30 min)
- 1970 : To Tea (30 min)
- 1970 : C-Film (30 min)
- 1971 : Times For
- 1972 : Jesus' Blood (Never Failed Me Yet) (30 min)
- 1972 : Dyn Amo
- 1973 : Tod und Teufel
- 1974 : Behindert (Hindered) (TV)
- 1974 : Laboured Party (20 min)
- 1975 : Just Waiting (10 min)
- 1975 : Girl (30 min)
- 1976 : Kleiner Vogel (40 min)
- 1976 : Central Bazaar
- 1977 : Silent Cry
- 1981 : Outside In
- 1983 : Shadow from Light
- 1986 : Ballet Black
- 1988 : Further and Particular
- 1990 : The Spirit of Brendan Behan (30 min)
- 1992 : Face of Our Fear (52 min)
- 1994 : Trying to Kiss the Moon
- 1997 : Pain Is…
- 2000 : Intoxicated by my Illness (part 1) (21 min)
- 2001 : Intoxicated by my Illness (parts 1 & 2 Intensive Care) (41 min)
- 2002 : Some Friends (apart) (25 min)
- 2002 : Another Time (52 min)
- 2003 : Dad (15 min)
- 2003 : Dear Frances (18 min)
- 2003 : Grandpere'pear (4 min 30 s)
- 2003 : Lost Dreams (20 min)
- 2004 : Visitors (28 min)
- 2005 : Oblivion
- 2006-2007 : Nightshots (33 min)
- 2007 : The Sun and the Moon
- 2012 : Age is...
- 2013 : Avant le début (coréalisateur : Boris Lehman)

## Récompenses
- 1967 : Prix Solvay à EXPRMNTL 4 pour l’ensemble de ses films présentés au cours de la compétition (Chinese Checkers, Naissant, Soliloquy, Grande-Bretagne, 1965-1967).
- 1982 : Prix de l'Âge d'or pour Outside In